# Jerry Palacios
Jerry Nelson Palacios Suazo (La Ceiba, 1981. november 1. –) hondurasi válogatott labdarúgó, jelenleg az Alajuelense játékosa. Posztját tekintve csatár.

## Külső hivatkozások
- Jerry Palacios a national-football-teams.com honlapján